# VfTuR Feudenheim
VfTuR Feudenheim was een Duitse voetbalclub uit Mannheim, Baden-Württemberg.

## Geschiedenis
In 1903 werd FC Viktoria Feudeneheim opgericht. Van 1911 tot 1913 werd de club drie keer op rij vicekampioen in de B-klasse van de Neckargau, twee keer daarvan was achter latere grootmacht SV Waldhof 07. In 1920 fuseerde de club met Turn-Verein Badenia 1889 Mannheim-Feudenheim en nam zo de naam VfTuR Feudenheim aan. De club speelde vanaf 1919 in de Odenwaldse competitie en eindigde twee seizoenen in de betere middenmoot. In 1921 ging deze competitie op in de nieuwe Rijncompetitie. Deze bestond aanvankelijk uit vier reeksen en werd over twee seizoenen teruggebracht naar één reeks. De club overleefde de twee eerste schiftingen en kroop in 1923/24 door het oog van de naald door een beter doelsaldo als Ludwigshafener FG 03, maar degradeerde het seizoen erop dan toch.
In 1933 werd de arbeidersclub ATSV Feudenheim verboden door de NSDAP. De club had twee keer de eindronde bereikt die de Arbeiter-Turn- und Sportbund organiseerde. De meeste voetballers sloten zich bij VfTuR aan. Het duurde tot 1941 vooraleer de club opnieuw kon promoveren, nu naar de Gauliga Baden. In 1942/43 werd de club, zij het met kilometers achterstand, vicekampioen achter VfR Mannheim. Het volgende seizoen werd de competitie in meerdere reeksen gesplitst en eindigde de club opnieuw tweede achter Mannheim. Het laatste oorlogsseizoen werd niet voltooid en na acht speeldagen afgebroken, op dat moment stond de club derde. 
Na de Tweede Wereldoorlog werden alle Duitse clubs ontbonden. De spelers van VfTuR richtten ASV Feudenheim op dat ook voormalige leden van ATSV opnam waardoor beide clubs eigenlijk fuseerden. 